# Vidradne, Melitopol
Vidradne (în ucraineană Відрадне) este un sat în comuna Promin din raionul Melitopol, regiunea Zaporijjea, Ucraina.

## Demografie
Componența lingvistică a localității Vidradne
     Rusă (73,97%)
     Ucraineană (26,03%)
Conform recensământului din 2001, majoritatea populației localității Vidradne era vorbitoare de rusă (73,97%), existând în minoritate și vorbitori de ucraineană (26,03%).